# La Cavalerie héroïque
Pour plus de détails, voir Fiche technique et Distribution.
La Cavalerie héroïque (Cavalleria) est un film italien réalisé par Goffredo Alessandrini et sorti en 1936.

## Synopsis
Turin, 1901. Le comte de Frasseneto risque la ruine financière à cause de certains investissements qui ont mal tourné. Sa fille Speranza renonce à son amour pour le sous-lieutenant de cavalerie Umberto Solaro afin d'épouser un baron autrichien et ainsi sauver la famille : le mariage signifie pour la jeune fille la douleur supplémentaire de devoir quitter Turin.
L'officier Solaro tente en vain d'oublier son amour et ce faisant devient un champion hippique ; mais après la mort de son cheval Mughetto lors d'une compétition, il décide de se reconvertir dans la spécialité naissante de l'aviation. La Première Guerre mondiale éclate : Umberto Solaro est maintenant major et as de l'aviation. Il trouve la mort lors d'une mission difficile au cours de laquelle son avion est abattu. La grande douleur de ses camarades de régiment, qui l'avaient toujours admiré, se joint au deuil de Speranza Frasseneto.

## Fiche technique
- Titre français : La Cavalerie héroïque[1]
- Titre original italien : Cavalleria[2]
- Réalisateur : Goffredo Alessandrini
- Scénario : Oreste Biancoli, Fulvio Palmieri (it), Aldo Vergano, Goffredo Alessandrini, Salvator Gotta
- Photographie : Václav Vích
- Montage : Giorgio Simonelli
- Musique : Enzo Masetti
- Décors : Gastone Medin
- Costumes : Gino Carlo Sensani (it)
- Production : Angelo Besozzi
- Société de production : Industrie Cinematografiche Italiane
- Pays de production :  Royaume d'Italie
- Langue originale : italien
- Format : Noir et blanc - 1,37:1 - Son mono - 35 mm
- Durée : 88 minutes
- Genre : Drame historique
- Dates de sortie :
  - Royaume d'Italie : août 1936 (Mostra de Venise 1936) ; 23 octobre 1936
  - France : 20 août 1937[2]

## Distribution
- Amedeo Nazzari : Umberto Solaro
- Elisa Cegani : Speranza de Frasseneto
- Silvana Jachino : Carlotta de Frasseneto
- Luigi Carini : comte de Frasseneto
- Clara Padoa : Comtesse Clotilde
- Enrico Viarisio : Lieutenant Rolla
- Mario Ferrari : capitaine Alberto Ponza
- Adolfo Geri : Vittorio de Frasseneto
- Ernst Nadherny : Baron von Osterreich
- Anna Magnani : Fanny, l'autrice-compositrice
- Nora D'Alba : Comtesse Sandi
- Albino Principe : mari de Carlotta
- Silvio Bagolini Bagolini, le préposé
- Fausto Guerzoni : autre assistant
- Oreste Fares : médecin
- Umberto Casilini : membre du Cercle de l'Union
- Michele Malaspina : officier de cavalerie
- Cecyl Tryan : dame de l'aristocratie turinoise.
- Walter Grant : officier supérieur
- Romolo Costa :
- Fedele Gentile :
- Felice Minotti :